# سیارک ۲۰۴۶۹
سیارک ۲۰۴۶۹ (به انگلیسی: 20469 Dudleymoore، نامگذاری:1999NQ4) بیست هزار و چهارصد و شصت و نهمین سیارک کشف شده‌است که در ۱۳ ژوئیه ۱۹۹۹ کشف شد.
قدر مطلق سیارک برابر ۱۰.۷ است.